# Blade Runner (soundtrack)
Blade Runner is een muziekalbum van de filmmuziek behorende bij Blade Runner van Ridley Scott. Vangelis schreef de muziek, maar was niet de eerste die het op langspeelplaat vastlegde. Dat was het New American Orchestra, dat 34 minuten van de muziek van Vangelis als orkest vastgelegde en uitgaf. Vangelis was op zijn zachtst gezegd niet blij. Net als de film werd de originele muziek een soort cult. Pas in 1994 “mocht” Vangelis zijn muziek uitgeven. Al eerder verschenen gedeelten op Themes, een verzamelalbum met filmmuziek van Vangelis. 

## Musici
- Vangelis – toetsinstrumenten
- Mary Hopkin - zang op Rachel’s song
- Don Percival – zang op One more kiss, dear
- Demis Roussos – zang op Tales of the future
- Dick Morrisey – saxofoon op Love theme

## Muziek
Alles van Vangelis, teksten van One more kiss, dear van Peter Skellern.

| Nr. | Titel                     | Duur |
| --- | ------------------------- | ---- |
| 1.  | Main titles               | 3:42 |
| 2.  | Blush response            | 5:47 |
| 3.  | Wait for me               | 5:27 |
| 4.  | Rachel’s song             | 4:46 |
| 5.  | Love theme                | 4;56 |
| 6.  | One more kiss, dear       | 3:58 |
| 7.  | Blade runner blues        | 8:53 |
| 8.  | Memories of green         | 5:05 |
| 9.  | Tales of the future       | 4:46 |
| 10. | Damask rose               | 2:32 |
| 11. | Blade runner (end titles) | 4:40 |
| 12. | Tears in rain             | 3:00 |

Nadat Vangelis dit album in 1994 had uitgebracht werd het een soort melkkoe, er verschenen steeds nieuwe uitvoeringen met al dan niet nieuwe muziek, maar dan werd er ook weer een track weggelaten, zodat nooit een compleet beeld van de muziek verkregen kon worden.

## Hitnoteringen

### NPO Klassiek Filmmuziek Top 200
| Blade Runner in de NPO Klassiek Filmmuziek Top 200 | Blade Runner in de NPO Klassiek Filmmuziek Top 200 | Blade Runner in de NPO Klassiek Filmmuziek Top 200 | Blade Runner in de NPO Klassiek Filmmuziek Top 200 |
| Jaar                                               | 2023                                               | 2024                                               | 2025                                               |
| -------------------------------------------------- | -------------------------------------------------- | -------------------------------------------------- | -------------------------------------------------- |
| Positie                                            | 82                                                 | 88                                                 | 101                                                |